# Erich Zimmerlin
Erich Zimmerlin (* 28. August 1909 in Aarau; † 1. November 1999 ebenda) war ein Schweizer Politiker (FDP). Er war von 1941 bis 1961 Mitglied des Grossen Rates des Kantons Aargau und von 1947 bis 1961 Stadtpräsident von Aarau.

## Biografie
Der Sohn des Redaktors Karl Wilhelm Zimmerlin und der Lydia Weiss absolvierte in Aarau die Kantonsschule. Ab 1929 studierte Zimmerlin Recht an den Universitäten Zürich, Paris, München und Leipzig. 1932 schloss er mit einer Dissertation zum Thema «Die Staatsanwaltschaft des Kantons Aargau» ab. Nach Praktika beim Bezirksgericht Aarau und als Verhörrichter des Appenzell Ausserrhoden eröffnete er 1934 in Aarau eine eigene Kanzlei. 1939 heiratete er Anna Maria Heuberger, mit der er einen Sohn hatte. Nebenamtlich war er Aktuar der kantonalen Rekurskommission, der eidgenössischen Schätzungskommission und des eidgenössischen Untersuchungsrichters.
Zimmerlins politische Karriere begann 1941 mit der Wahl in den Aargauer Grossen Rat, den er 1956/57 präsidierte. 1947 wurde er zusätzlich zum Stadtpräsidenten von Aarau gewählt. Seine Amtszeit war geprägt von der Ausführung zahlreicher Infrastrukturprojekte. Dazu gehören die neue Kettenbrücke, das Gönhardschulhaus, mehrere Kindergärten, verschiedene Sportanlagen im Schachen sowie die Erweiterung des Rathauses. Parallel dazu war er von 1948 bis 1981 Mitglied des Verwaltungsrates der Allgemeinen Aargauischen Ersparniskasse (Vorgängerin der Neuen Aargauer Bank), von 1966 bis 1978 als dessen Präsident.
1961 zog sich Zimmerlin aus allen politischen Ämtern zurück und war landesweit als Gesetzesredaktor und -kommentator tätig. Insbesondere verfasste er das aargauische Baugesetz von 1971, zu dem ein umfangreicher Kommentarband gehört. 1979 erhielt er die Ehrendoktorwürde der Universität Basel.